# Monte Tyree
O monte Tyree é a segunda mais alta montanha da Antártida. Tem 4852 m de altitude no topo, e 1152 m de proeminência topográfica.